# Mesuji (Regierungsbezirk)
Mesuji ist ein indonesischer Regierungsbezirk (Kabupaten) in der indonesischen Provinz Lampung auf der Insel Sumatra. Ende 2023 leben hier ca. 236.000 Menschen. Das Verwaltungszentrum des Kabupaten Mesuji ist das Dorf Wiraluga Mulya im Distrikt Mesuji. Von dort bis in die Provinzhauptstadt Bandar Lampung sind es etwa 165 km Luftlinie in südlicher Richtung.

## Geographie
Hinsichtlich seiner Territorialfläche belegt der Kabupaten Platz 9 von 15 Verwaltungseinheiten der 2. Ebene (Kabupaten/Kota) in der Provinz (6,55 %) bzw. Platz 93 von 120 Kabupaten auf der Insel Sumatra.

### Lage
Mesuji ist der nördlichste Bezirk der Provinz und grenzt im Süden an die Bezirke Tulang Bawang und Tulang Bawang Barat. Die sonstige Grenze ist die längste und besteht (von Westen über Norden bis Osten) mit der Provinz Sumatra Selatan, genauer gesagt mit dem Kabupaten Ogan Komering Ilir. Der Binnenbezirk erstreckt sich zwischen 3° 43′ 25″ und 4° 13′ 37″ s. Br. sowie zwischen 105° 02′ 59″ und 105° 45′ 37″ ö. L.

## Verwaltungsgliederung
Administrativ gliedert sich der Kabupaten Mesuji in sieben Distrikte (Kecamatan) mit 105 Dörfern (indonesisch Desa), die sich weiter in Dusun und Rukun Tetangga (RT) unterteilen.
| Code 1   | Kecamatan Distrikt | Ibu Kota Verwaltungssitz | Fläche (km²) | Einw. Zensus 2010 2 | Volkszählung 2020 | Volkszählung 2020 | Volkszählung 2020 | Anzahl der Dörfer |
| Code 1   | Kecamatan Distrikt | Ibu Kota Verwaltungssitz | Fläche (km²) | Einw. Zensus 2010 2 | Einw. 3           | 0Dichte 40        | Sex Ratio 5       | Anzahl der Dörfer |
| -------- | ------------------ | ------------------------ | ------------ | ------------------- | ----------------- | ----------------- | ----------------- | ----------------- |
| 18.11.01 | Mesuji             | Wiralaga Mulya           | 267,38       | 20.036              | 23.523            | 88,0              | 106,72            | 11                |
| 18.11.02 | Mesuji Timur       | Tanjung Mas Makmur00     | 718,78       | 29.751              | 39.896            | 55,5              | 108,07            | 20                |
| 18.11.03 | Rawajitu Utara     | Panggung Jaya            | 273,76       | 24.213              | 27.507            | 100,5             | 106,80            | 13                |
| 18.11.04 | Way Serdang        | Bukoposo                 | 304,43       | 40.928              | 45.536            | 149,6             | 106,52            | 20                |
| 18.11.05 | Simpang Pematang00 | Simpang Pematang         | 166,38       | 23.175              | 28.995            | 174,3             | 105,03            | 13                |
| 18.11.06 | Panca Jaya         | Adi Luhur                | 96,27        | 15.355              | 18.633            | 193,6             | 107,31            | 7                 |
| 18.11.07 | Tanjung Raya       | Brabasan                 | 357,00       | 33.949              | 43.428            | 121,7             | 107,04            | 21                |
| 18.11    | Kab. Mesuji        | Kab. Mesuji              | 2.184,00     | 187.407             | 227.518           | 104,2             | 106,82            | 105               |

## Demografie
Hinsichtlich der Bevölkerung wird (mit 2,61 % der Provinz) Platz 13 der 15 Verwaltungseinheiten der 2. Ebene (Kabupaten/Kota) erreicht. Bezogen auf alle 120 Kabupaten auf der Insel Sumatra entspricht dies Rang 93. Mit der Bevölkerungsdichte von 197,5 Einw. je km² liegt Mesuji vor Pesisir Barat auf dem vorletzten Platz innerhalb der Provinz.
Der Frauenanteil hat sich zwischen den beiden Volkszählungen 2010 und 2020 sowie zum Jahresende 2023 nur geringfügig erhöht und auf Werte oberhalb von 48 Prozent eingepegelt, Tendenz steigend.
| Religion im Jahr 2020 | Religion im Jahr 2020 | Religion im Jahr 2020 | Religion im Jahr 2020 |
| Religion              | Anzahl                | Anteil (%)            | Gebäude               |
| --------------------- | --------------------- | --------------------- | --------------------- |
| Islam                 | 222.610               | 96,20                 | 652 1                 |
| Christen insg.        | 00.3.680 2            | 01,59                 | 062                   |
| Davon:                |                       |                       |                       |
| Protestanten          | 00.2.899              | 01,25                 | 047                   |
| Katholiken            | 000.781               | 00,34                 | 015                   |
|                       |                       |                       |                       |
| Hindus                | 00.4.897              | 02,12                 | 019                   |
| Buddhisten            | 000.188               | 00,08                 | 004                   |

| Jahr  | Gesamt- bevölkerung | Männer   | %      | Frauen   | %      |
| ----- | ------------------- | -------- | ------ | -------- | ------ |
| 02010 | 00187.407           | 0098.399 | 052,51 | 0089.008 | 047,49 |
| 02020 | 00227.518           | 0117.509 | 051,65 | 0110.009 | 048,35 |
| 02023 | 00236.477           | 0121.917 | 051,56 | 0114.560 | 048,44 |

### Soziale Daten 2020
| Merkmal                                                            | Mesuji    | 0Prov. Lampung0 |
| ------------------------------------------------------------------ | --------- | --------------- |
| Bevölkerung unterhalb der Armutsgrenze (Tsd.)0                     | 14,72     | 1.049,32        |
| Anteil der „armen Bevölkerung“ (indonesisch Penduduk miskin) (%)00 | 07,33     | 12,34           |
| Arbeitslosenrate (%)                                               | 03,71     | 05,67           |
| Lebenserwartung bei der Geburt (Jahre)                             | 73,35     | 73,66           |
| HDI-Index                                                          | 65,83     | 71,04           |
| Analphabetenrate (in %, 15+ J.)                                    | 03,22     | 02,76           |
| Anteil der Altersgruppen                                           | 0Real0    | 0Prozentual0    |
| Kinder (<15 J.)                                                    | 0059.8980 | 26,33           |
| arbeitsfähige Bevölkerung (15–64 J.)                               | 0155.8120 | 69,48           |
| Rentner und Pensionäre (>65 J.)                                    | 0011.8080 | 05,19           |

### Aktuelle Daten der Bevölkerungsfortschreibung
Nachfolgende Tabelle gibt den Einwohnerstand nach Geschlecht vom Jahresende 2022 und 2023 wieder. Er resultiert aus den Ergebnissen der Fortschreibung durch die örtlichen Zivilregistrierungsbüros (Disdukcapil, indonesisch Dinas Kependudukan dan Pencatatan Sipil) und kann in einer interaktiven Karte abgerufen werden
| Kecamatan          | 31.12.2022 | 31.12.2022 | 31.12.2022 | Fläche km² | 31.12.2023 | 31.12.2023 | 31.12.2023 | 31.12.2023         | 31.12.2023          |
| Kecamatan          | 0Insg.     | männl.     | weibl.     | Fläche km² | 0Insg.     | männl.     | weibl.     | Dichte [Einw./km²] | Sex Ratio [M*100/F] |
| ------------------ | ---------- | ---------- | ---------- | ---------- | ---------- | ---------- | ---------- | ------------------ | ------------------- |
| Mesuji             | 23.566     | 12.185     | 11.381     | 276,20     | 23.816     | 12.330     | 11.486     | 86,2               | 107,35              |
| Mesuji Timur       | 36.574     | 18.967     | 17.607     | 814,88     | 37.275     | 19.287     | 17.988     | 45,7               | 107,22              |
| Rawa Jitu Utara    | 25.987     | 13.518     | 12.469     | 230,60     | 26.298     | 13.670     | 12.628     | 114,0              | 108,25              |
| Way Serdang        | 47.970     | 24.784     | 23.186     | 296,14     | 48.816     | 25.180     | 23.636     | 164,8              | 106,53              |
| Simpang Pematang00 | 31.905     | 16.262     | 15.643     | 140,59     | 32.663     | 16.637     | 16.026     | 232,3              | 103,81              |
| Panca Jaya         | 19.740     | 10.124     | 9.616      | 58,47      | 20.033     | 10.234     | 9.799      | 342,6              | 104,44              |
| Tanjung Raya       | 46.575     | 24.075     | 22.500     | 229,31     | 47.576     | 24.579     | 22.997     | 207,5              | 106,88              |
| Kab. Mesuji        | 232.317    | 119.915    | 112.402    | 2.046,19 1 | 236.477    | 121.917    | 114.560    | 115,6              | 106,42              |

## Geschichte
Als elfter Regierungsbezirk entstand Mesuji Ende 2008 durch Abspaltung der nördlichen Distrikte von Tulang Bawang. Auf Grundlage des Regierungsgesetzes Nr. 49 gab der „Mutterbezirk“ hierbei 31,9 Prozent seines Territoriums (2.184 von 6.851 km²) und 21,95 Prozent seiner Bevölkerung (2007: 188.899 von 860.854 Einw.) an Mesuji ab, dies waren 7 der 28 Distrikte. Die Anzahl der Distrikte erfuhr bis heute keine quantitativen Änderungen. Zur gleichen Zeit wurden aus dem Westteil des Kabupaten Tuang Bawang acht Kecamatan zur Bildung des neuen Kabupaten Tulang Bawang Barat (also West Tulang Bawang) herangezogen.